# 紫垣伴三
紫垣 伴三（しがき ばんぞう、1841年（天保12年11月） - 1912年（明治45年）6月12日）は、明治時代の政治家。衆議院議員。貴族院多額納税者議員。熊本県下益城郡守富村長。

## 経歴
肥後国下益城郡、のちの熊本県下益城郡守富村（富合村、富合町を経て現熊本市南区）に生まれる。1887年（明治20年）以降、下益城郡所得税調査委員、守富村会議員、同村長、熊本県会議員、同常置委員を歴任した。
1894年（明治27年）9月の第4回衆議院議員総選挙では熊本県第4区から国民協会所属で出馬し当選。衆議院議員を1期務めた。
その後、1895年（明治28年）11月には熊本県多額納税者として貴族院議員に互選され、同年11月8日から1897年（明治30年）9月28日まで務めた。

## 親族
- 長男：紫垣一雄（衆議院議員）[6]